# 平原の待伏せ
『平原の待伏せ』（へいげんのまちぶせ、The Man from the Alamo）は1953年のアメリカ合衆国の西部劇映画。バッド・ベティカー監督の作品で、出演はグレン・フォードなど。

## ストーリー
1836年、アラモ砦に立てこもっていた米軍兵は、自分たちの家族がいるオックス・ボウの町をメキシコ軍が狙っていることを知り、いてもたってもいられなくなる。くじ引きの結果、兵士の一人ジョン・ストラウドがひそかに砦を抜けてオックス・ボウに行くことになったが、駆け付けた時にはすでに家族は皆殺しにされ、町は破壊されていた。生き延びたメキシコ人少年カルロスの話から犯人がメキシコ人を装った白人であることが判明し、ストラウドは老人や女子供の避難先であるフランクリンという別の町へ向かうも、護衛のラマー中尉から脱走兵と思われて牢屋に入れられてしまい、カルロスもアンダーズという後家に預けられる。その後、ストラウドはラマーの妻ケイトや娘のベスと親しくなる傍ら、同じ牢屋に入っていたドーズという白人がオックス・ボウ襲撃犯のひとりと顔見知りになり、その背後にいたジェスのことも知る。ジェス一味が北方へ向かう避難民の馬車隊を襲う際、ストラウドはその片棒を担ぐふりをして一味を妨害する。この時負傷し、ベスとカルロスに助けられたストラウドは初めて目的を明かし、本隊の援護に向かったラマーの後任として馬車隊の護衛についた。激戦の末、ストラウドはジェス一味をたおす。

## キャスト
| 役名               | 俳優                       | 日本語吹替     |
| 役名               | 俳優                       | NETテレビ版    |
| ------------------ | -------------------------- | -------------- |
| ジョン・ストラウド | グレン・フォード           | 木村幌         |
| ベス・アンダース   | ジュリー・アダムス         | 二階堂有希子   |
| ジョン・ゲージ     | チル・ウィルス             | 加藤忠         |
| ラマー             | ヒュー・オブライエン       | 中田浩二       |
| ジェス・ウェイド   | ビクター・ジョリー         | 大塚周夫       |
| ドーズ             | ネヴィル・ブランド         | 阿部希郎       |
| ケイト             | ジーン・クーパー           | 園田昌子       |
| カルロス           | マーク・キャヴェル         | 竹尾智晴       |
| 軍曹               | ガイ・ウィリアムズ         | 安田隆久       |
| レブ               | デニス・ウィーバー         | 立壁和也       |
| キャブ             |                            | 雨森雅司       |
| ヒューストン将軍   | ハワード・ネグリー         | 宮川洋一       |
| クロケット大佐     | トレヴァー・バーデット     | 北村弘一       |
| コビー             | ダン・プーア               | 神山卓三       |
| メイプ             | エヴァン・ロー             | 諏訪孝二       |
| ハニー             |                            | 中原郁江       |
| バウイー           |                            | 緑川稔         |
| ケリー             |                            | 田中康郎       |
| 政治家             |                            | 島田彰         |
| 坊や               |                            | 浅井淑子       |
| オーダリー         | スチュアート・ホイットマン |                |
| 日本語版スタッフ   |                            |                |
| 翻訳               | 翻訳                       | 山田小枝子     |
| 演出               | 演出                       | 山田悦司       |
| 制作               | 制作                       | グロービジョン |

- NETテレビ版：初回放送1968年7月20日『土曜西部劇』※テレビ放映題：『アラモの戦い』

## スタッフ
- 監督：バッド・ベティカー
- 製作：アーロン・ローゼンバーグ
- 脚本：スティーヴ・フィッシャー、ダニエル・D・ボーチャンプ
- 撮影：ラッセル・メティ
- 編集：ヴァージル・W・ヴォーゲル
- 音楽：フランク・スキナー
- 原作：ニーヴン・ブッシュ、オリヴァー・クロフォード